# (33135) Davidrisoldi
(33135) Davidrisoldi est un astéroïde de la ceinture principale.

## Description
(33135) Davidrisoldi est un astéroïde de la ceinture principale. Il fut découvert le 19 février 1998 à Stroncone par l'Observatoire astronomique Santa Lucia de Stroncone. Il présente une orbite caractérisée par un demi-grand axe de 2,33 UA, une excentricité de 0,13 et une inclinaison de 7,3° par rapport à l'écliptique.

## Compléments